# Gemeentelijk Kunsthuis en museum Romain De Saegher

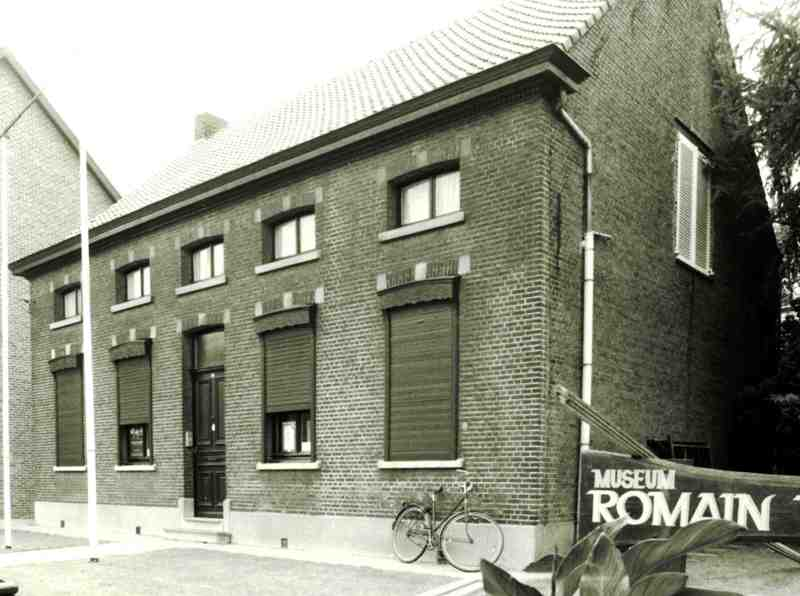
Het museum

Het Gemeentelijk Kunsthuis en museum Romain De Saegher is een voormalig museum in het woonhuis van de Sint-Amandse kunstenaar Romain De Saegher, gelegen aan Winkelstraat 38 te Sint-Amands.

## Geschiedenis
Toen de in 1907 geboren kunstschilder Romain De Saegher in 1986 overleed schonk hij zijn kunstwerken, zijn woning en zijn atelier aan de gemeente. De voorwaarde was dat hier een museum zou worden ingericht met werken van de kunstenaar.
Ongeacht het testament verkocht de gemeente het pand in 2017 nadat het 25 jaar als museum had gefungeerd. Ook in de verkoopakte stond dat het huis als museum moest worden ingericht. In 2019 kwam er echter van de eigenaar een aanvraag om er zes appartementen in te richten.

## Museum
Het museum, dat enkele decennia heeft bestaan, omvatte:
De authentieke leefruimtes op de benedenverdieping verwezen naar Romain, als kunstenaar en als mens.
De kapel en de tuinkamer weerden opgevat als kunstkamers. Ze toonden een overzicht van het rijke oeuvre van de kunstenaar. Zowel portretten, landschappen, bloemen, interieurs en religieuze taferelen werden er tentoongesteld.  
De tuinkamer herbergde de werken van zijn beginjaren en de jaren '50 en '60 van de 20e eeuw. In de kapel werden zijn werken uit de jaren '70 en '80 van de 20e eeuw tentoongesteld. 
Romain schilderde twee kruiswegen, één in 1977 en één in 1983. Deze werden op de bovenverdieping toegelicht.
Regelmatig werden wisselende tentoonstellingen georganiseerd van geselecteerde werken van de kunstenaar.